# Miguel Borja
Miguel Ángel Borja Hernández (kurz Miguel Borja; * 26. Januar 1993 in Tierralta) ist ein kolumbianischer Fußballspieler auf der Position eines Stürmers. Seit 2022 steht er beim argentinischen Erstligisten River Plate unter Vertrag.

## Leben
Miguel Borja wuchs in armen Bedingungen als jüngster Bruder von acht Geschwistern in Tierralta, Córdoba, auf. Neben dem abendlichen Schulbesuch musste er tagsüber arbeiten, um zum Unterhalt der Familie beizutragen. Seine ersten Schritte als Fußballer begannen in einer Stiftung und in der Regionalauswahl Córdobas. Auf Initiative eines Trainers stellte er sich verschiedenen Vereinen in Medellín und Cali vor.

## Vereinskarriere
Seine erste Station im Profifußball war Deportivo Cali, wo er 2011 aber nur auf ein Spiel in der Copa Colombia kam. Daraufhin wechselte er zu Cúcuta Deportivo. Dort wurde er aber nur in insgesamt fünf Spielen eingesetzt und stand nur einmal in der Startelf. Also wechselte er 2012 in die zweite kolumbianische Liga zu Cortuluá. Dort kam er vermehrt zu Einsätzen und machte auf sich aufmerksam. Er wechselte zunächst in die erste kolumbianische Liga zu La Equidad. Dort lief er nur in zwei Spielen auf, schoss aber vier Tore und wechselte dann nach Italien. Bei AS Livorno stand Borja ein Jahr unter Vertrag, kam aber nur in acht Spielen zum Einsatz, ohne ein Tor zu schießen. Deswegen wechselte er 2014 nach Argentinien zu Olimpo de Bahía Blanca, wo er in einem halben Jahr in 16 Spielen auf drei erzielte Tore kam. Für die Spielzeit 2015 kehrte Borja nach Kolumbien zurück. Bei Independiente Santa Fe konnte er sich aber in einem Jahr nicht wirklich durchsetzen und wurde oft nur ein- oder ausgewechselt. Er war aber am Gewinn der Superliga de Colombia und der Copa Sudamericana 2015 beteiligt.
Für die Apertura 2016 wechselte Miguel Borja erneut zu Cortuluá. Dort konnte er sich durchsetzen und wurde mit einem neuen Torrekord für Kurzturniere Torschützenkönig der ersten kolumbianischen Liga. Daraufhin wurde er vom kolumbianischen Spitzenclub Atlético Nacional verpflichtet, mit dem er direkt die Copa Libertadores und die Copa Colombia gewinnen konnte, Torschützenkönig der Copa Sudamericana und der Copa Colombia wurde und an der FIFA-Klub-Weltmeisterschaft 2016 teilnahm. Am Ende des Jahres wurde Borja zu Südamerikas Fußballer des Jahres und in Südamerikas Elf des Jahres gewählt. Borja war zwar aus Rotationsgründen nur in sechs Ligaspielen zum Einsatz gekommen, hatte aber einen wichtigen Anteil am Erfolg des Vereins in den weiteren Wettbewerben.
Im Februar 2017 unterschrieb Borja einen Fünfjahresvertrag beim brasilianischen Verein Palmeiras aus São Paulo. Mit Palmeiras wurde Borja 2018 brasilianischer Meister und Torschützenkönig der Copa Libertadores. Zum Jahr 2020 wechselte Borja auf Leihbasis zurück nach Kolumbien zu Atlético Junior nach Barranquilla. Im August 2021 wechselte Borja erneut leihweise den Klub. Bis Ende 2022 unterschrieb er beim brasilianischen Ligakonkurrenten Grêmio Porto Alegre. Ende 2021 wurde die Leihe jedoch vorzeitig beendet und Palmeiras transferierte Borja für 3,5 Millionen US-Dollar zu Atlético Junior. Bereits im Juli 2022 erfolgte ein erneuter Wechsel zum argentinischen Klub River Plate.

## Nationalmannschaftskarriere
Miguel Borja spielte für die U-20-Nationalmannschaft Kolumbiens und gewann mit ihr die U-20-Fußball-Südamerikameisterschaft 2013 und nahm an der U-20-Fußball-Weltmeisterschaft 2013 in der Türkei teil. Außerdem nahm er für Kolumbien an den Olympischen Spielen 2016 in Rio de Janeiro teil. 2016 spielte er erstmals für die kolumbianische Fußballnationalmannschaft und wurde bei einem Qualifikationsspiel für die Fußball-Weltmeisterschaft 2018 eingesetzt. Seine ersten beiden Tore schoss Borja im November 2017 in einem Freundschaftsspiel gegen China.
Bei der Fußball-Weltmeisterschaft 2018 in Russland gehörte er zum kolumbianischen Aufgebot. Er kam in der Gruppenphase zu einem Einsatz gegen Senegal und schied mit der Mannschaft im Achtelfinale gegen England im Elfmeterschießen aus.

## Erfolge

### Nationalmannschaft
- U-20-Fußball-Südamerikameisterschaft: 2013

### Verein
- Copa Libertadores: 2016
- Copa Sudamericana: 2015
- Brasilianischer Meister: 2018
- Copa Colombia: 2016
- Superliga de Colombia: 2015
- Argentinischer Meister: 2023[12]

## Auszeichnungen
- Torschützenkönig der kolumbianischen Categoría Primera A (1): 2016-I (19 Tore)
- Torschützenkönig der Copa Colombia (1): 2016 (8 Tore)
- Torschützenkönig der Copa Sudamericana (1): 2016 (6 Tore)
- Südamerikas Fußballer des Jahres (1): 2016
- Wahl in Südamerikas Elf des Jahres (1): 2016
- Torschützenkönig des Campeonato Paulista (1): 2018 (7 Tore)
- Torschützenkönig der Copa Libertadores (1): 2018 (9 Tore)